# Forbidden Door (2025)
Forbidden Door 2025, promovat și sub numele de Forbidden Door: London, este un eveniment și supershow pay-per-view (PPV) de wrestling profesionist, coprodus de promoția americană All Elite Wrestling (AEW) și New Japan Pro-Wrestling (NJPW) din Japonia. Va fi al patrulea eveniment anual Forbidden Door și va avea loc duminică, 24 august 2025, la The O2 Arena din Londra, Anglia, în timpul sărbătorii August Bank Holiday din august din Regatul Unit, care era asociat anterior cu All In. Acesta va fi primul Forbidden Door desfășurat în afara Americii de Nord și primul care va avea loc în august, după primele trei evenimente din iunie. Evenimentul va include, de asemenea, luptători din promoția soră a NJPW, World Wonder Ring Stardom, și din promoția mexicană Consejo Mundial de Lucha Libre (CMLL).

## Producție

#### Background
Forbidden Door este un eveniment anual de wrestling profesionist pay-per-view (PPV), coprodus de promoția americană All Elite Wrestling (AEW) și de New Japan Pro-Wrestling (NJPW). Înființat în 2022, evenimentul are loc în timpul verii și prezintă competiții directe între luptătorii celor două companii. Luptătorii de la promoția soră a NJPW, World Wonder Ring Stardom, și de la Consejo Mundial de Lucha Libre (CMLL) din Mexic, s-au implicat și ei începând cu evenimentul din 2024. Evenimentul își ia numele de la un termen folosit adesea de AEW atunci când se referă la colaborarea cu alte promoții de wrestling profesionist.
În august 2024, reclame în afara stadionului Wembley din Londra, Anglia, au fost afișate cu câteva zile înainte de evenimentul All In al AEW, care a avut loc la locație pe 25 august, anunțând că Forbidden Door 2025 va fi în Londra. În timpul pre-show-ului Zero Hour al All In, s-a confirmat că evenimentul Forbidden Door 2025 va avea loc la Londra pe 24 august 2025. Acesta va marca primul eveniment Forbidden Door desfășurat în afara Americii de Nord și al cincilea eveniment AEW în afara continentului. Acesta marchează, de asemenea, primul Forbidden Door desfășurat în august, deoarece cele trei evenimente anterioare au avut loc în iunie și, la rândul lor, vor avea loc în weekendul sărbătorii August Bank Holiday din august din Regatul Unit, care a fost ocupat anterior de All In al AEW în ultimii doi ani. Pe 15 aprilie 2025, locația a fost confirmată ca fiind The O2 Arena, biletele fiind puse în vânzare pe 2 mai.
Forbidden Door este difuzat la ora 19:00 (ora României). Evenimentul este disponibil pe Prime Video în Statele Unite, Canada și Regatul Unit. Este oferit și prin intermediul furnizorilor tradiționali de cablu și satelit, precum și prin PPV.com și YouTube în Statele Unite și Canada. Anumite piețe internaționale pot accesa evenimentul prin PPV.com, Triller TV și YouTube. În Australia, evenimentul va fi difuzat pe Main Event. Evenimentul va fi difuzat și în toate locațiile Dave & Buster's și Tom's Watch Bar din Statele Unite.

## Meciuri
| No.                                                                         | Meciuri* | Stipulations                                                                                        |
| --------------------------------------------------------------------------- | --- | --------------------------------------------------------------------------------------------------- |
| 1                                                                           | Golden Lovers (Kenny Omega și Kota Ibushi), Darby Allin, Hiroshi Tanahashi, și Will Ospreay vs. Death Riders (Claudio Castagnoli și Jon Moxley), The Young Bucks (Matt Jackson și Nick Jackson), și Gabe Kidd | Meci Lights Out Steel Cage                                                                          |
| 2                                                                           | The Hurt Syndicate (Bobby Lashley și Shelton Benjamin) (c) vs. Eliminator Tournament winners | Meci tag team pentru AEW World Tag Team Championship                                                |
| 3                                                                           | Kazuchika Okada (c) vs. Swerve Strickland | Meci singles pentru AEW Unified Championship                                                        |
| 4                                                                           | "Timeless" Toni Storm (c) vs. Athena | Meci singles pentru AEW Women's World Championship Athena își folosește contractul Casino Gauntlet. |
| 5                                                                           | Mercedes Moné (c) vs. Alex Windsor (AEW) vs. Persephone (CMLL) vs. TBD (Stardom) | Meci în patru pentru AEW TBS Championship                                                           |
| 6                                                                           | Kyle Fletcher (c) vs. Hiromu Takahashi (NJPW) | Meci singles pentru AEW TNT Championship                                                            |
| 7                                                                           | Zack Sabre Jr. (c) vs. Nigel McGuinness (AEW) (cu Daniel Garcia) | Meci singles pentru IWGP World Heavyweight Championship                                             |
| 8                                                                           | "Hangman" Adam Page (c) vs. MJF | Meci singles pentru AEW World Championship MJF își folosește contractul Casino Gauntlet.            |
| 9                                                                           | Adam Copeland și Christian Cage vs. Kip Sabian și Nick Wayne | Meci Tag Team                                                                                       |
| \| (c) \| – Campionul înainte de meci \| \| *Meciurile se pot schimba \| \| | | |
| (c)                                                                         | – Campionul înainte de meci | |
| *Meciurile se pot schimba                                                   | | |

### AEW World Tag Team Championship Eliminator Tournament
|  | Sferturi Dynamite (23 și 30 iulie, 2025) Collision (26 și 31 iulie, 2025) | Sferturi Dynamite (23 și 30 iulie, 2025) Collision (26 și 31 iulie, 2025) | Sferturi Dynamite (23 și 30 iulie, 2025) Collision (26 și 31 iulie, 2025) |                |                 | Semifinale Collision (31 Iulie, 2025) Dynamite (6 August, 2025) | Semifinale Collision (31 Iulie, 2025) Dynamite (6 August, 2025) | Semifinale Collision (31 Iulie, 2025) Dynamite (6 August, 2025) |  |  | Finală Dynamite August 20, 2025 | Finală Dynamite August 20, 2025 | Finală Dynamite August 20, 2025 |  |
|  |                                                                           |                                                                           |                                                                           |                |                 |                                                                 |                                                                 |                                                                 |  |  |                                 |                                 |                                 |  |
|  | FTR (Cash Wheeler and Dax Harwood)                                        | FTR (Cash Wheeler and Dax Harwood)                                        | Pin                                                                       |                |                 |                                                                 |                                                                 |                                                                 |  |  |                                 |                                 |                                 |  |
|  | FTR (Cash Wheeler and Dax Harwood)                                        | FTR (Cash Wheeler and Dax Harwood)                                        | Pin                                                                       |                |                 |                                                                 |                                                                 |                                                                 |  |  |                                 |                                 |                                 |  |
|  | JetSpeed (Kevin Knight și "Speedball" Mike Bailey)                        | JetSpeed (Kevin Knight și "Speedball" Mike Bailey)                        | 17:03                                                                     |                |                 |                                                                 |                                                                 |                                                                 |  |  |                                 |                                 |                                 |  |
|  | JetSpeed (Kevin Knight și "Speedball" Mike Bailey)                        | JetSpeed (Kevin Knight și "Speedball" Mike Bailey)                        | 17:03                                                                     |                | FTR             | FTR                                                             | Pin                                                             |                                                                 |  |  |                                 |                                 |                                 |  |
|  |                                                                           |                                                                           |                                                                           |                | FTR             | FTR                                                             | Pin                                                             |                                                                 |  |  |                                 |                                 |                                 |  |
|  |                                                                           |                                                                           | Bang Bang Gang                                                            | Bang Bang Gang | 15:14           |                                                                 |                                                                 |                                                                 |  |  |                                 |                                 |                                 |  |
|  | Bang Bang Gang (Austin Gunn și Juice Robinson)                            | Bang Bang Gang (Austin Gunn și Juice Robinson)                            | Bang Bang Gang                                                            | Bang Bang Gang | 15:14           | Pin                                                             |                                                                 |                                                                 |  |  |                                 |                                 |                                 |  |
|  | Bang Bang Gang (Austin Gunn și Juice Robinson)                            | Bang Bang Gang (Austin Gunn și Juice Robinson)                            |                                                                           |                |                 |                                                                 |                                                                 |                                                                 |  |  |                                 |                                 |                                 |  |
|  | Big Bill și Bryan Keith                                                   | Big Bill și Bryan Keith                                                   | 12:25                                                                     |                |                 |                                                                 |                                                                 |                                                                 |  |  |                                 |                                 |                                 |  |
|  | Big Bill și Bryan Keith                                                   | Big Bill și Bryan Keith                                                   | 12:25                                                                     | FTR            |                 |                                                                 |                                                                 |                                                                 |  |  |                                 |                                 |                                 |  |
|  |                                                                           |                                                                           |                                                                           |                |                 |                                                                 |                                                                 |                                                                 |  |  |                                 |                                 |                                 |  |
|  |                                                                           |                                                                           | Brodido                                                                   |                |                 |                                                                 |                                                                 |                                                                 |  |  |                                 |                                 |                                 |  |
|  | The Outrunners (Truth Magnum și Turbo Floyd)                              | The Outrunners (Truth Magnum și Turbo Floyd)                              | 14:00                                                                     |                |                 |                                                                 |                                                                 |                                                                 |  |  |                                 |                                 |                                 |  |
|  | The Outrunners (Truth Magnum și Turbo Floyd)                              | The Outrunners (Truth Magnum și Turbo Floyd)                              | 14:00                                                                     |                |                 |                                                                 |                                                                 |                                                                 |  |  |                                 |                                 |                                 |  |
|  | The Young Bucks (Matt Jackson și Nick Jackson)                            | The Young Bucks (Matt Jackson și Nick Jackson)                            | Pin                                                                       |                |                 |                                                                 |                                                                 |                                                                 |  |  |                                 |                                 |                                 |  |
|  | The Young Bucks (Matt Jackson și Nick Jackson)                            | The Young Bucks (Matt Jackson și Nick Jackson)                            | Pin                                                                       |                | The Young Bucks | The Young Bucks                                                 | 20:54                                                           |                                                                 |  |  |                                 |                                 |                                 |  |
|  |                                                                           |                                                                           |                                                                           |                | The Young Bucks | The Young Bucks                                                 | 20:54                                                           |                                                                 |  |  |                                 |                                 |                                 |  |
|  |                                                                           |                                                                           | Brodido                                                                   | Brodido        | Pin             |                                                                 |                                                                 |                                                                 |  |  |                                 |                                 |                                 |  |
|  | Gates of Agony (Bishop Kaun și Toa Liona)                                 | Gates of Agony (Bishop Kaun și Toa Liona)                                 | Brodido                                                                   | Brodido        | Pin             | 12:31                                                           |                                                                 |                                                                 |  |  |                                 |                                 |                                 |  |
|  | Gates of Agony (Bishop Kaun și Toa Liona)                                 | Gates of Agony (Bishop Kaun și Toa Liona)                                 |                                                                           |                |                 |                                                                 |                                                                 |                                                                 |  |  |                                 |                                 |                                 |  |
|  | Brodido (Brody King și Bandido)                                           | Brodido (Brody King și Bandido)                                           | Pin                                                                       |                |                 |                                                                 |                                                                 |                                                                 |  |  |                                 |                                 |                                 |  |